# Réserve nationale de Big Cypress
La réserve nationale de Big Cypress est une réserve nationale située en Floride, aux États-Unis, à environ 72 km à l'ouest de Miami. Créée en 1974, elle a été la première Réserve nationale fondée aux Etats-Unis. Elle protège une vaste zone de 2916 km². Big Cypress borde les prairies humides du Parc national des Everglades au sud, et d'autres zones protégées fédérales et de l'État de Floride à l'ouest. Les eaux du marais de Big Cypress s'écoulent au sud et à l'ouest, vers la zone côtière de la région des Ten Thousand Islands du parc des Everglades.

## Historique du parc
Big Cypress était historiquement occupé par diverses cultures d'Amérindiens ; les derniers étaient les Séminoles du XIXe siècle. Parmi leurs descendants, on trouve la tribu des Indiens de Floride, reconnue par le gouvernement Miccosukee, et la tribu des Séminoles. Initialement, la zone devait faire partie du parc des Everglades lors de sa création en 1947, ce qui n'a pu être réalisé. Mais comme il n'a pas ensuite été acheté par des propriétaires privés, un parc a pu être établi en 1974. Dans les années 1960, les Amérindiens, les chasseurs et les défenseurs de la nature ont réussi à lutter contre le transfert des vols internationaux de l'aéroport international de Miami vers un nouvel aéroport dans la région de Big Cypress. Ils ont ensuite mené une campagne visant à inclure Big Cypress dans le système des parcs nationaux. Bien que la construction du nouvel aéroport ait déjà commencé, il a été arrêté après l’achèvement d’une piste. La réserve nationale de Big Cypress diffère du parc national des Everglades en ce que, lorsqu’elle a été créée par la loi en 1974, les Miccosukee, les Séminoles et les peuples traditionnels ont obtenu le droit permanent d’occuper et d’utiliser la terre de manière traditionnelle ; en outre, ils ont le droit de développer des activités génératrices de revenus liées aux ressources et à l'utilisation de la réserve, telles que des visites guidées.

## Description et faune
La réserve est d'une grande diversité biologique. Dominée par une forêt de cyprès humides, elle abrite également des mangroves, des orchidées. Sa faune est très riche : alligators, crocodiles, serpents venimeux (crotale diamantin, ancistrodon, mocassin d'eau...), loutres, lynx, coyotes, ours noirs, cerfs de Virginie, les menacées panthères de Floride, et d'innombrables espèces d'oiseaux, certaines menacées comme la rare grue antigone de Floride.

## Tourisme
Le parc a été fréquenté en 2022 par 900 000 visiteurs.

## Galerie

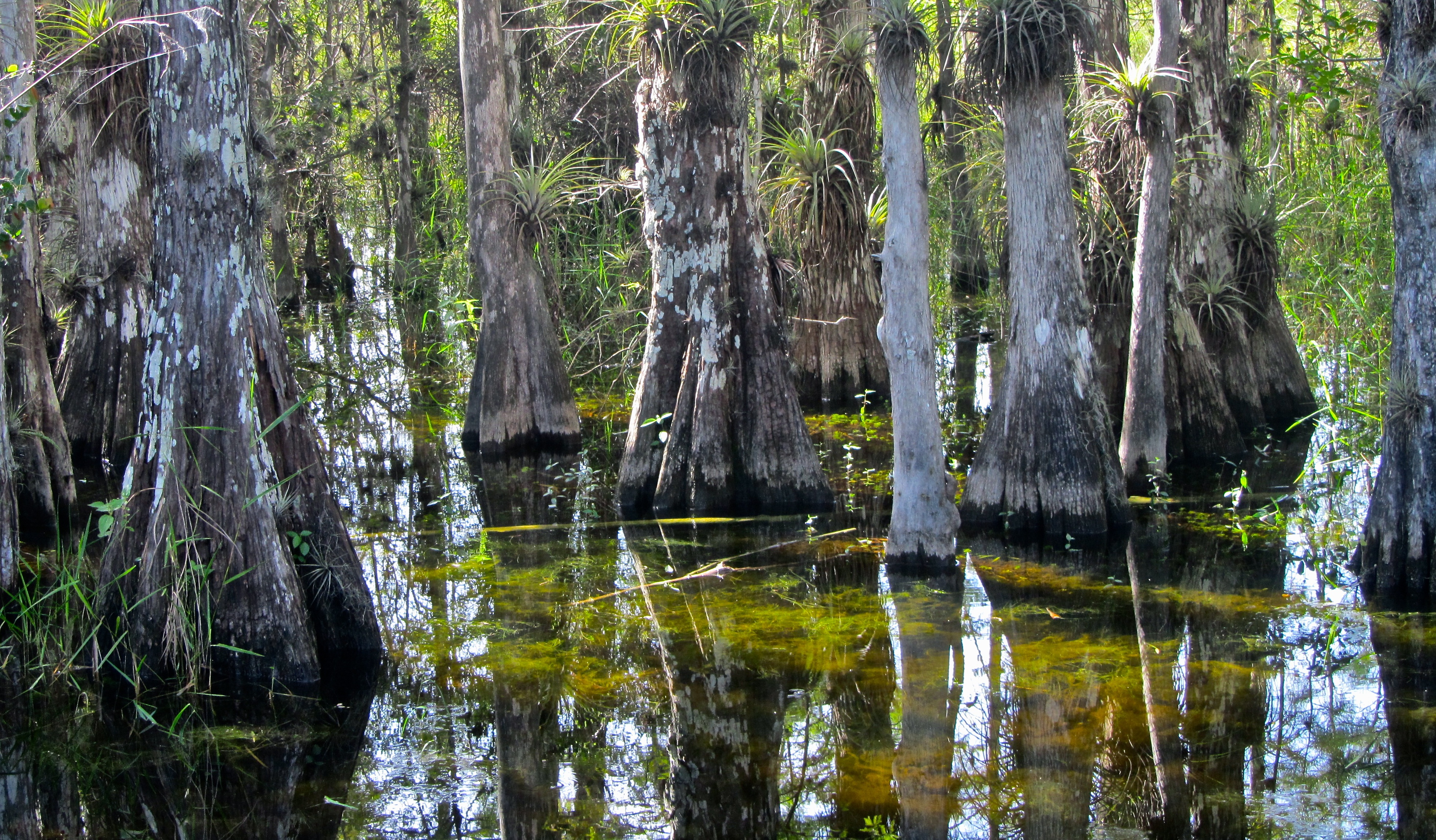
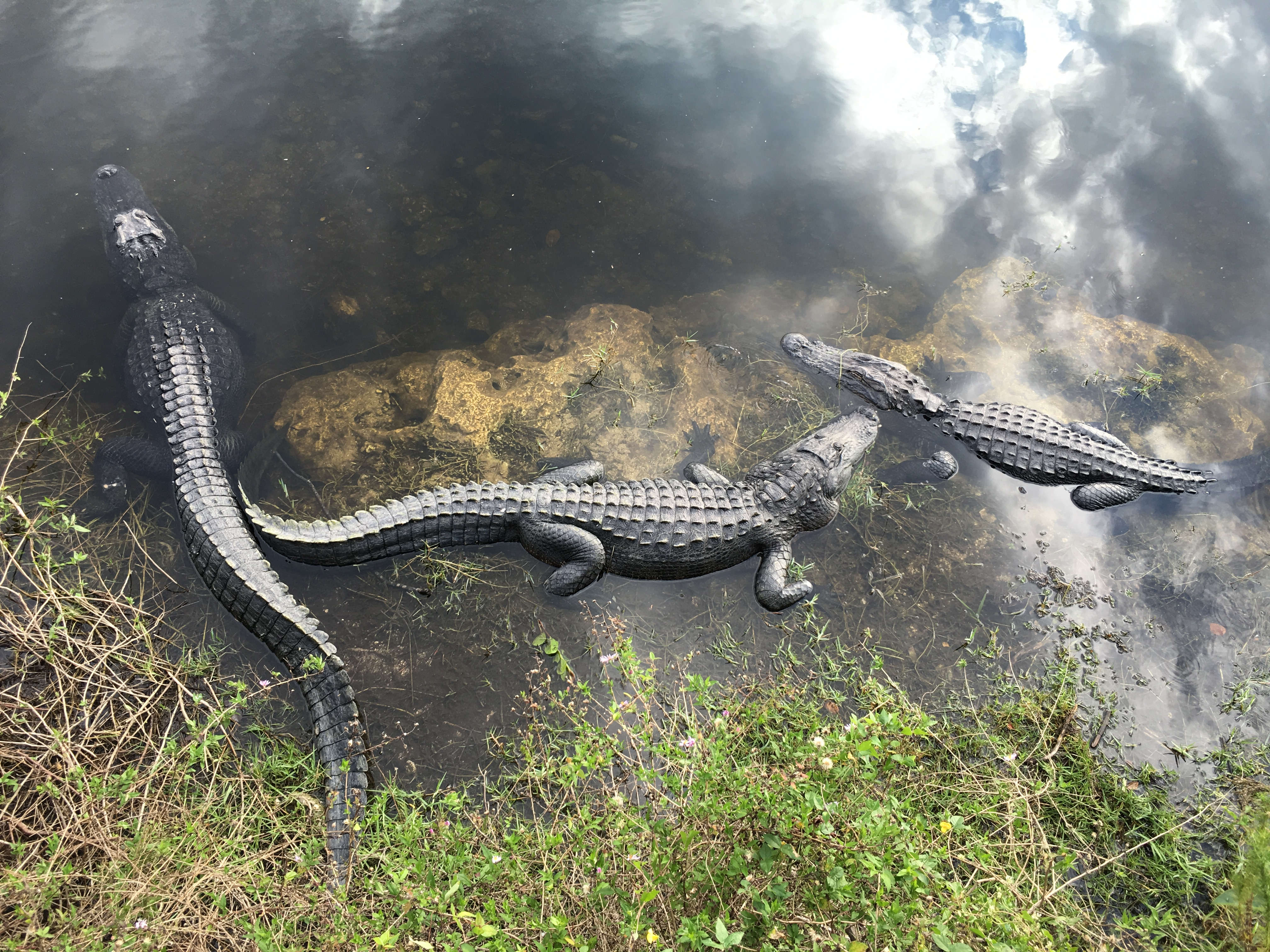
Alligators.
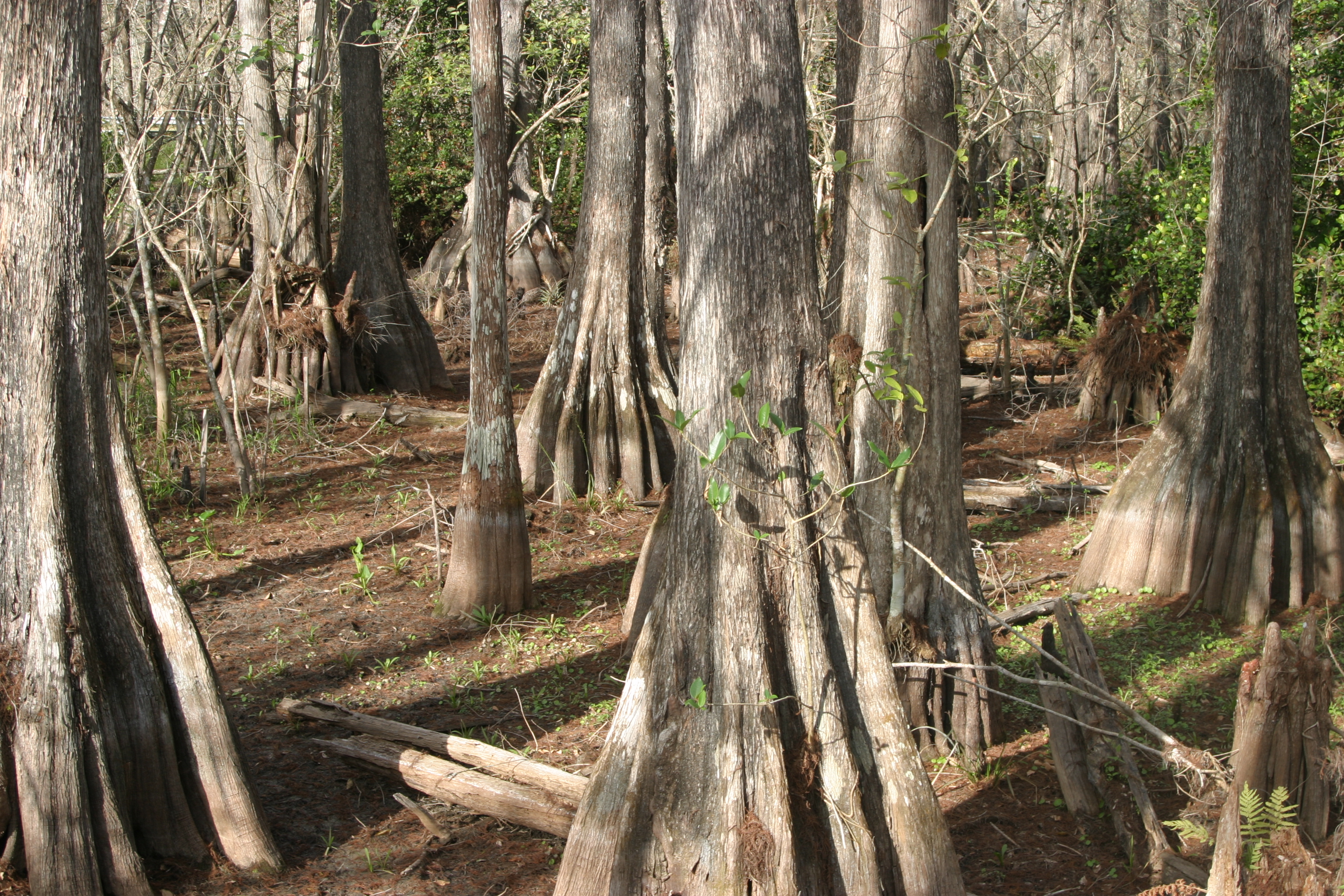
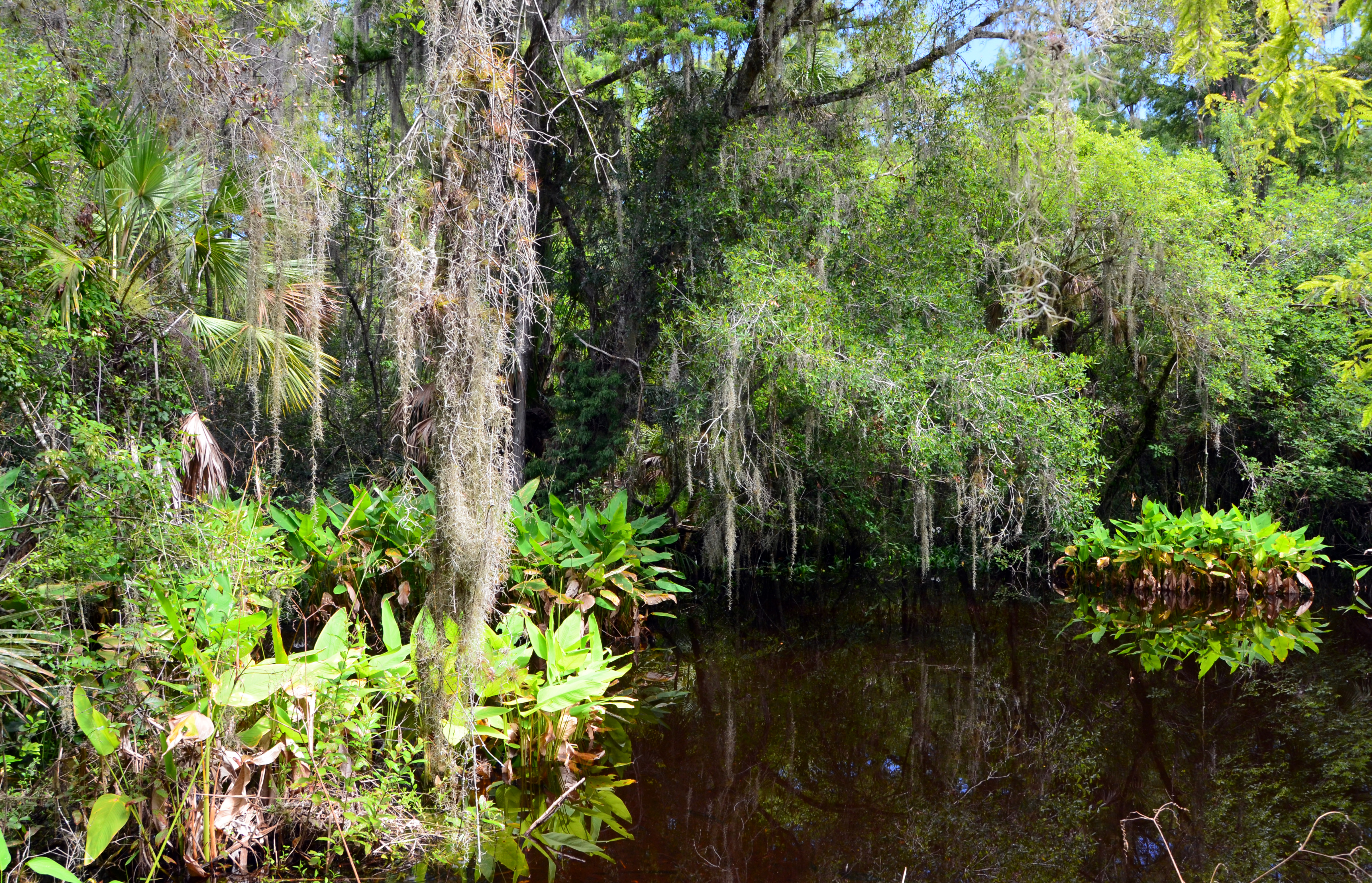
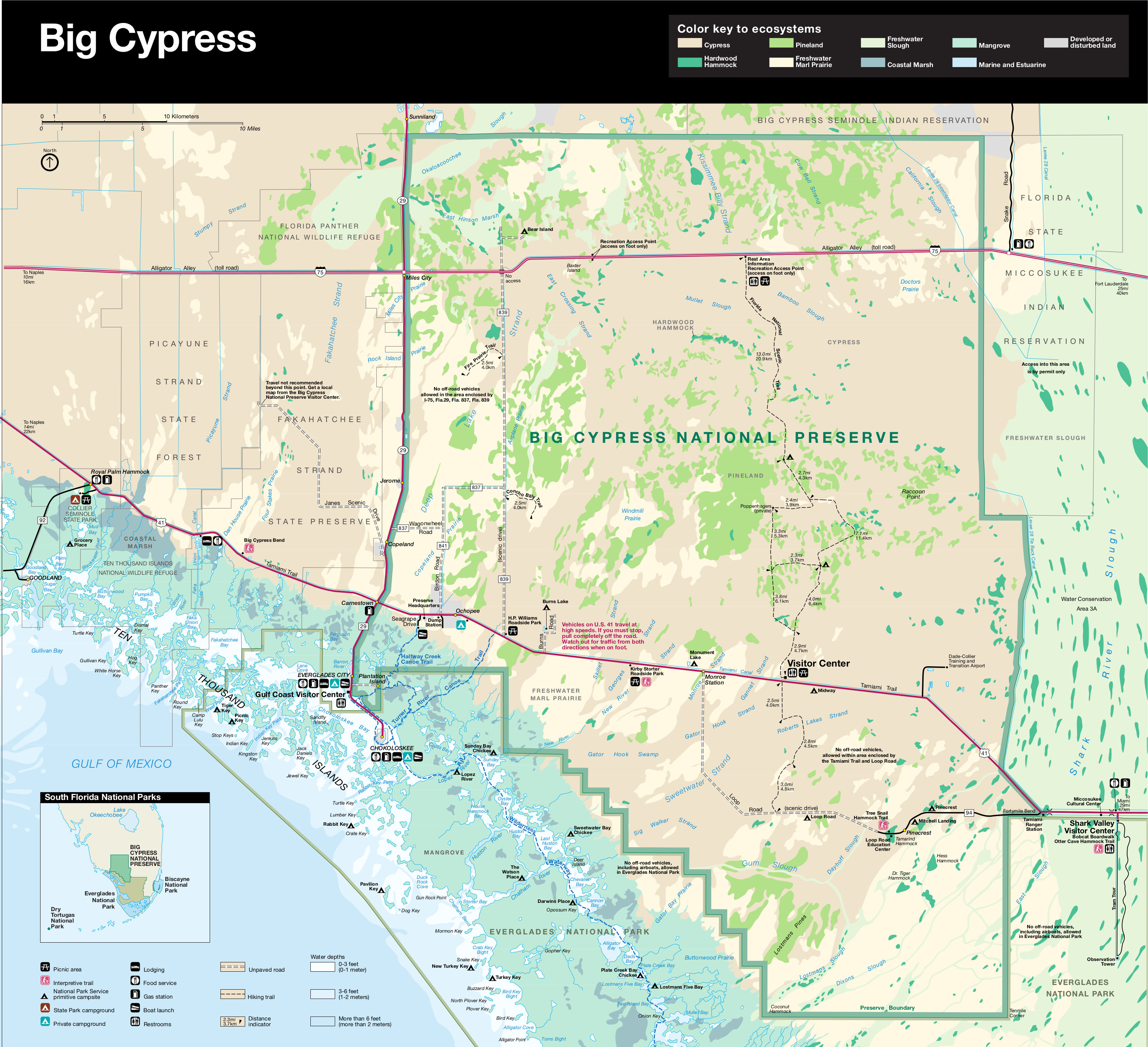
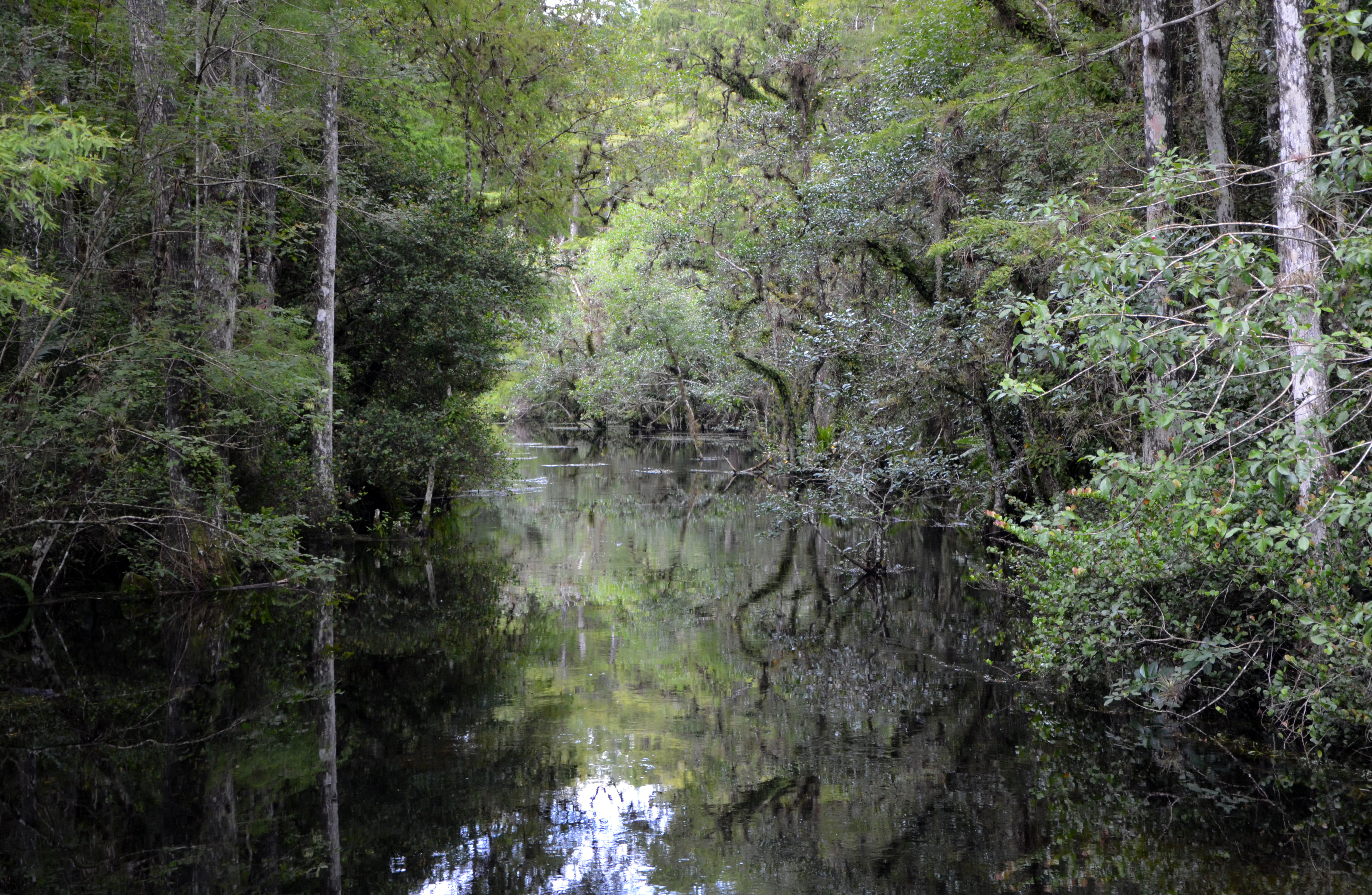
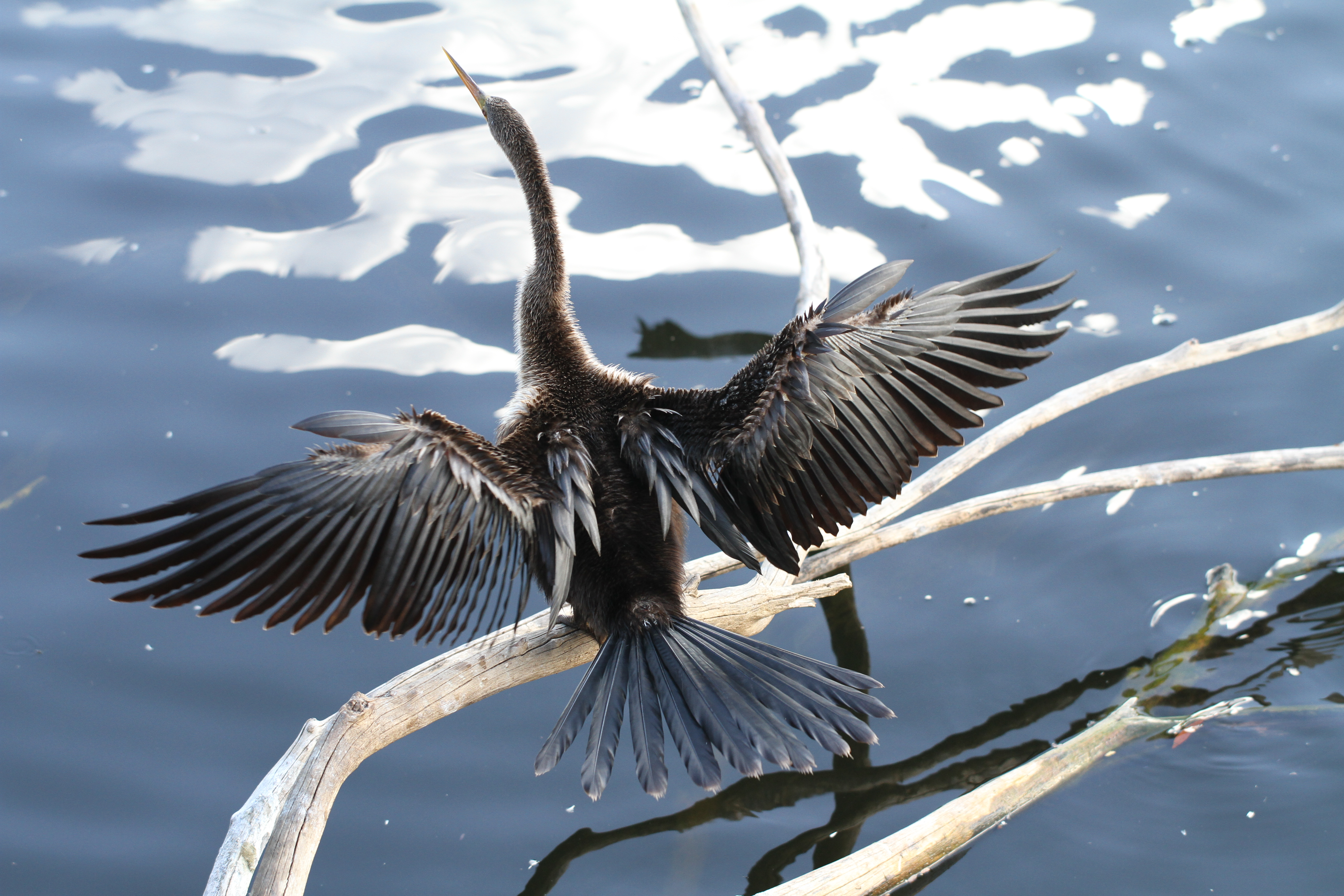
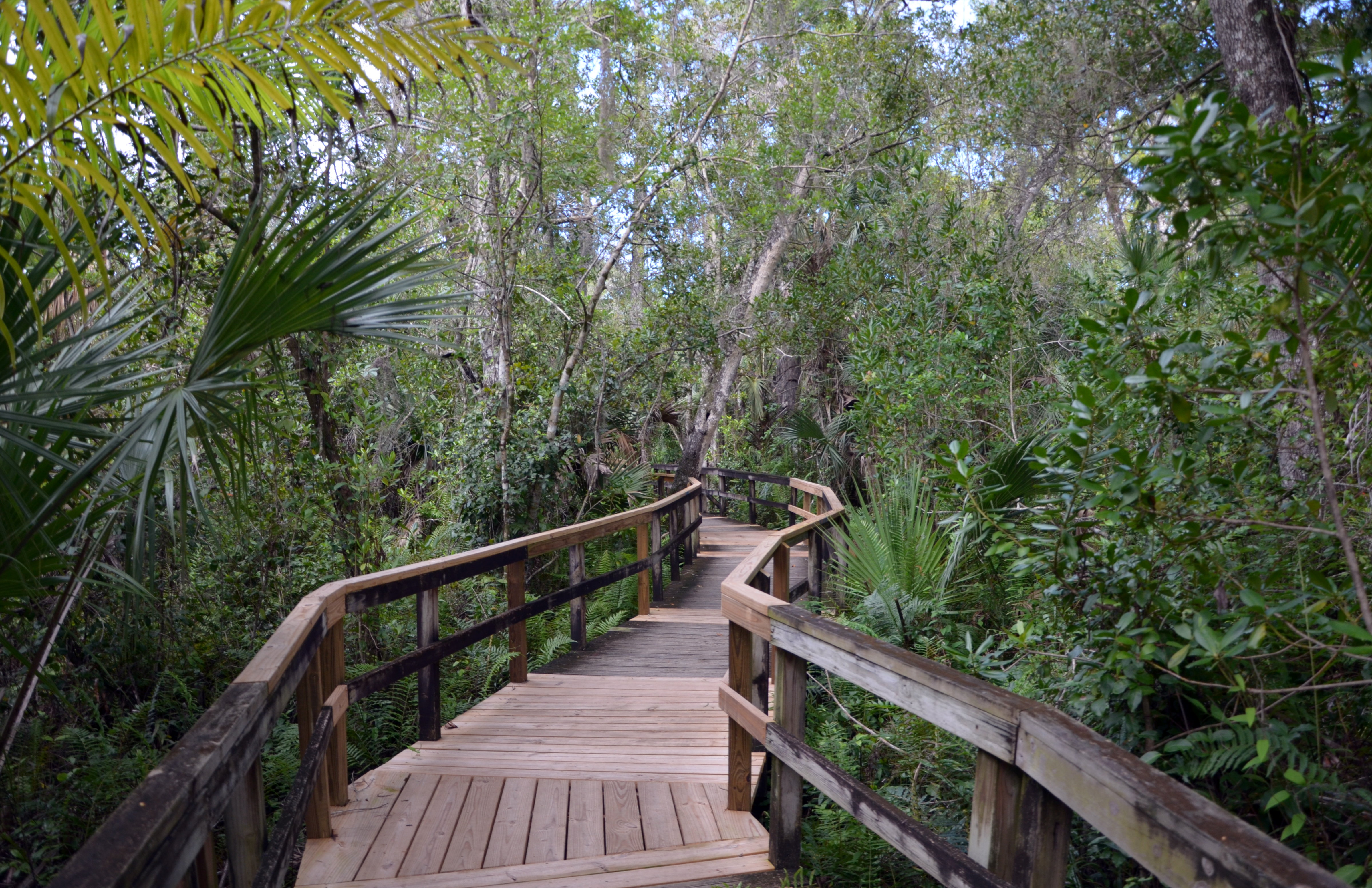
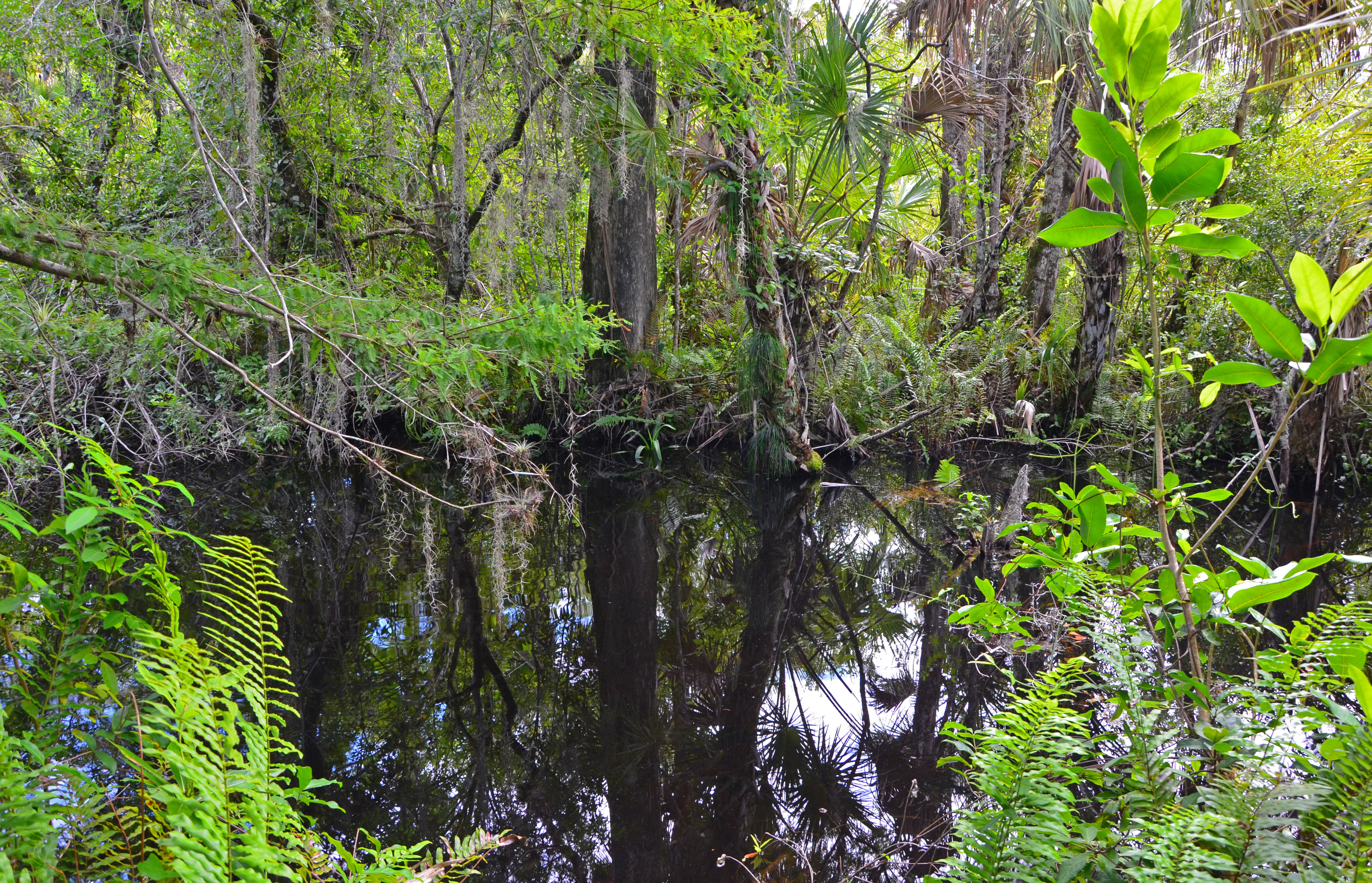
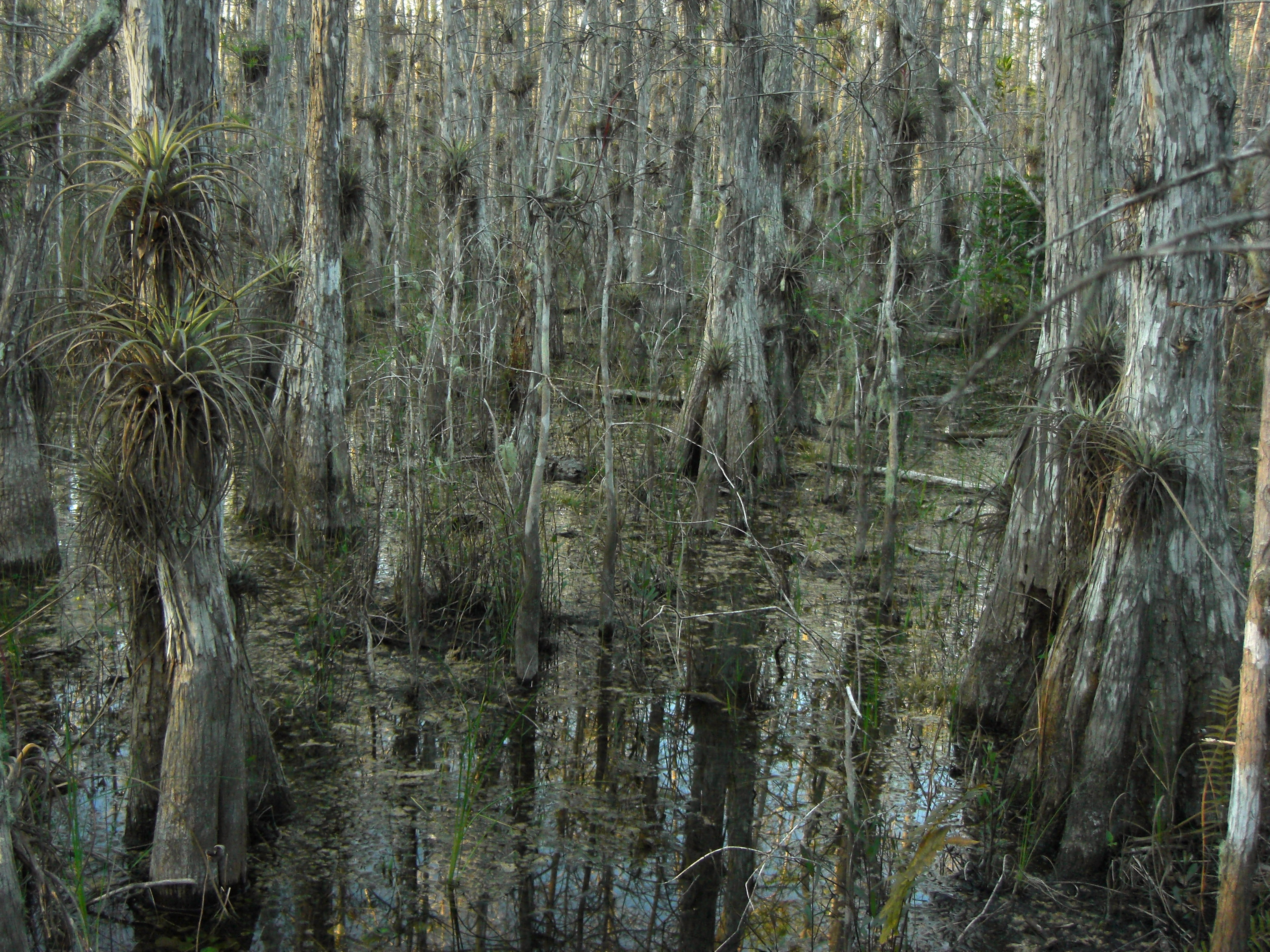
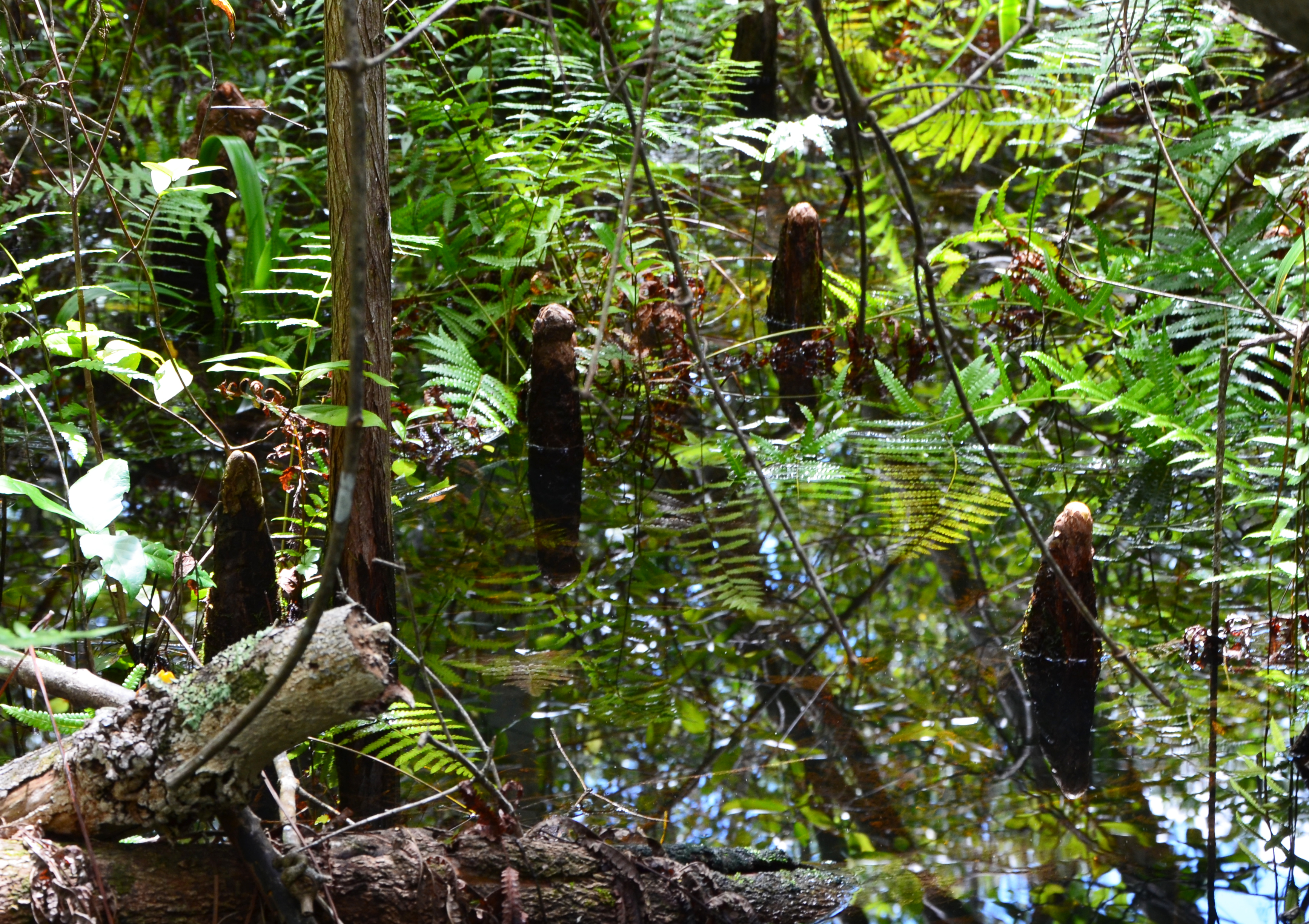
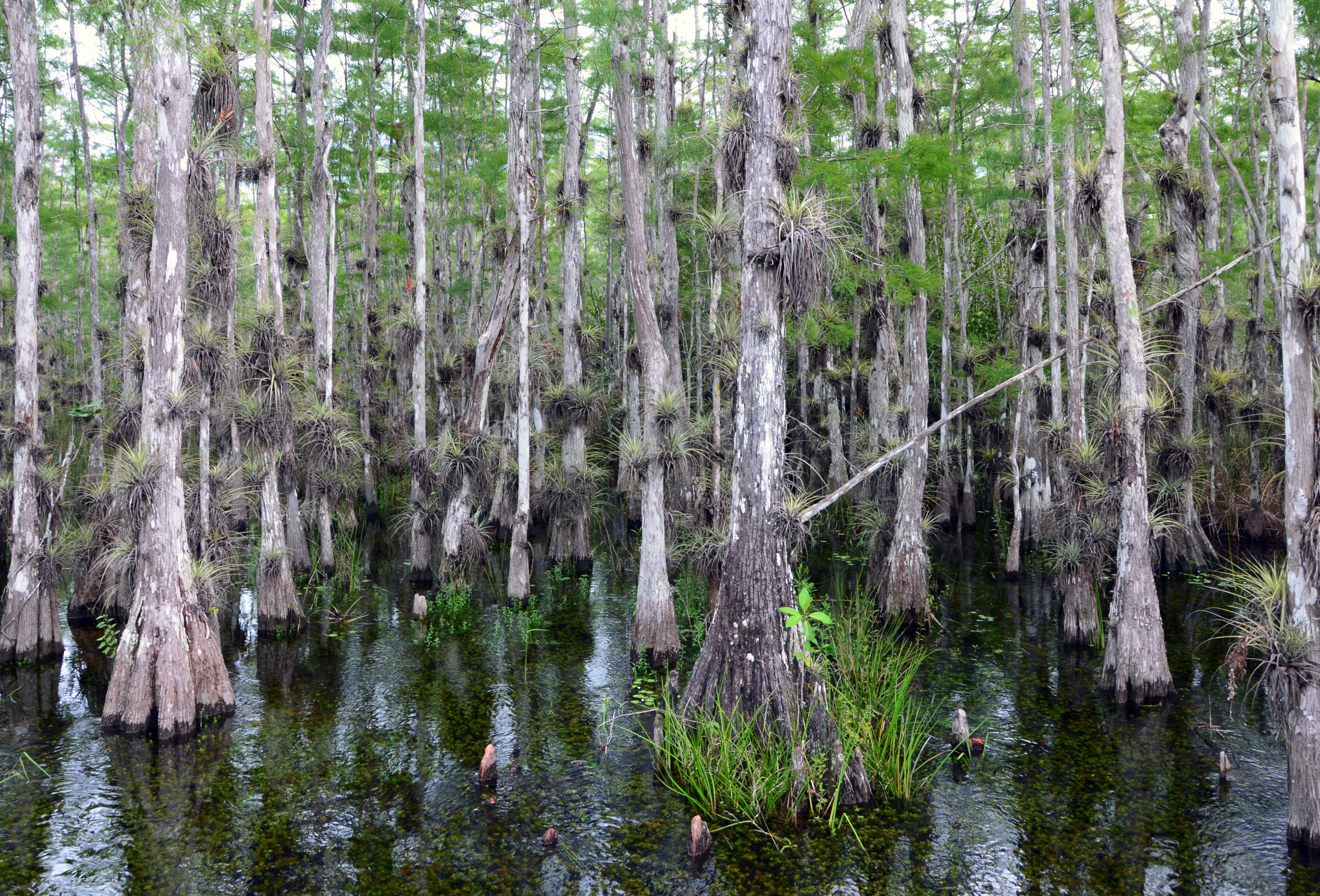